# Erika Schiller
Erika Schiller war eine deutsche Rodlerin, die den Höhepunkt ihrer sportlichen Karriere in den frühen 1950er Jahren hatte. Sie gewann am 27. Februar 1952 die Silbermedaille im Frauen-Einzel bei den Europameisterschaften im Kunstbahn-Rennrodeln 1951/1952 in Garmisch-Partenkirchen.